# Międzymorze

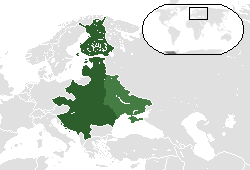
Projecte de Józef Piłsudski per crear una federació a Europa oriental, Międzymorze, sota el domini de Polònia.

Międzymorze, AFI /mʲɛnd͡zɨˈmɔʐɛ/ (que pot traduir-se per 'entre mars') va ser el nom donat per Józef Piłsudski al seu projecte de federació entre Polònia, Lituània, Belarús i Ucraïna. La federació es va proposar seguint el model de la Unió de Polònia-Lituània del segle XIV al xviii, s'hauria estès des de la mar Bàltica fins a la mar Negra, en incorporar Belarús i Ucraïna.

## Antecedents històrics
La Confederació de Polònia i Lituània i l'aliança militar corresponent havien arribat com a resposta mútua a l'amenaça que representava l'Orde Teutònic. Aquesta Unió s'havia forjat per la unió personal el 1385 de la Reina de Polònia, Eduvigis i del Gran Duc de Lituània, Ladislau que d'aquesta manera accedeix al tron amb el nom de Ladislau II Jagelló. Aquest acord s'havia reforçat amb la Unió de Lublin el 1569, quan els dos estats es van fusionar en una federació, la Confederació de Polònia i Lituània (en polonès: Rzeczpospolita Obojga Narodów) o República de Polònia-Lituània, que seria fins al segle xvii l'estat d'Europa de major mida. Els recursos combinats li van permetre enfrontar-se a l'Orde Teutònic, als mongols, russos, turcs i suecs, durant quatre segles fins al segle xvii, moment en què, afeblida pels seus veïns, el territori de la República sofreix diverses particions. Durant la República, es porten a terme propostes per formar un nou estat: la República de Polònia-Lituània-Moscovita o la Mancomunitat de Polònia, Lituània i Rutènia, però aquests projectes no van arribar a fructificar.

### El pla de Czartoryski
Entre la Revolta polonesa del 1830 i l'Aixecament de gener de 1863, la idea de fer ressuscitar la Confederació de Polònia i Lituània és evocada per part del príncip Adam Jerzy Czartoryski, per aquella època exiliat a París.

Estadista visionari, antic amic i confident del tsar Alexandre I de Rússia, Czartoryski exerceix funcions de ministre d'Afers Exteriors d'una Polònia que no existeix. Argumentant que Rússia hauria de preferir envoltar-se d'«amics que d'esclaus», va escriure:
| «                                                              | Després d'estendre la seva influència al sud i a l'oest, i donar-se el cas que per la naturalesa de les coses que no és possible que s'estengui a l'est i al nord, Rússia es converteix en una contínua font d'amenaça per a Europa | » |
| — M.K. Dziewanowski, Polski pionier zjednoczonej Europy, p. 10 | |   |

Czartoryski, que també havia comprès que Prússia seria una amenaça en el futur, es va mostrar partidari que s'incorporés l'est de Prússia a una Polònia ressuscitada. Tanmateix, per damunt de tot, aspirava a reconstruir –amb el suport dels francesos, britànics i turcs– una República de Polònia-Lituània federada amb els txecs, eslovacs, hongaresos, romanesos i tots els eslaus del sud de la futura Iugoslàvia. Polònia, en el seu concepte, hagués pogut actuar com a mediadora en els conflictes entre hongaresos i eslaus, i entre hongaresos i romanesos.
El projecte de Czartoryski va estar a punt de cristal·litzar durant el període de la Revolució de 1848 - 1849 però va fracassar per falta de suport de l'Oest, per la intransigència hongaresa cap als txecs, eslovacs i romanesos, i per l'ascens de nacionalisme alemany. Tanmateix, aquesta temptativa va significar un vincle entre la federació Jagelló del segle xvi i el programa de federació prometeísta de Józef Piłsudski després de la Primera Guerra Mundial.

## El concepte deMiędzymorze

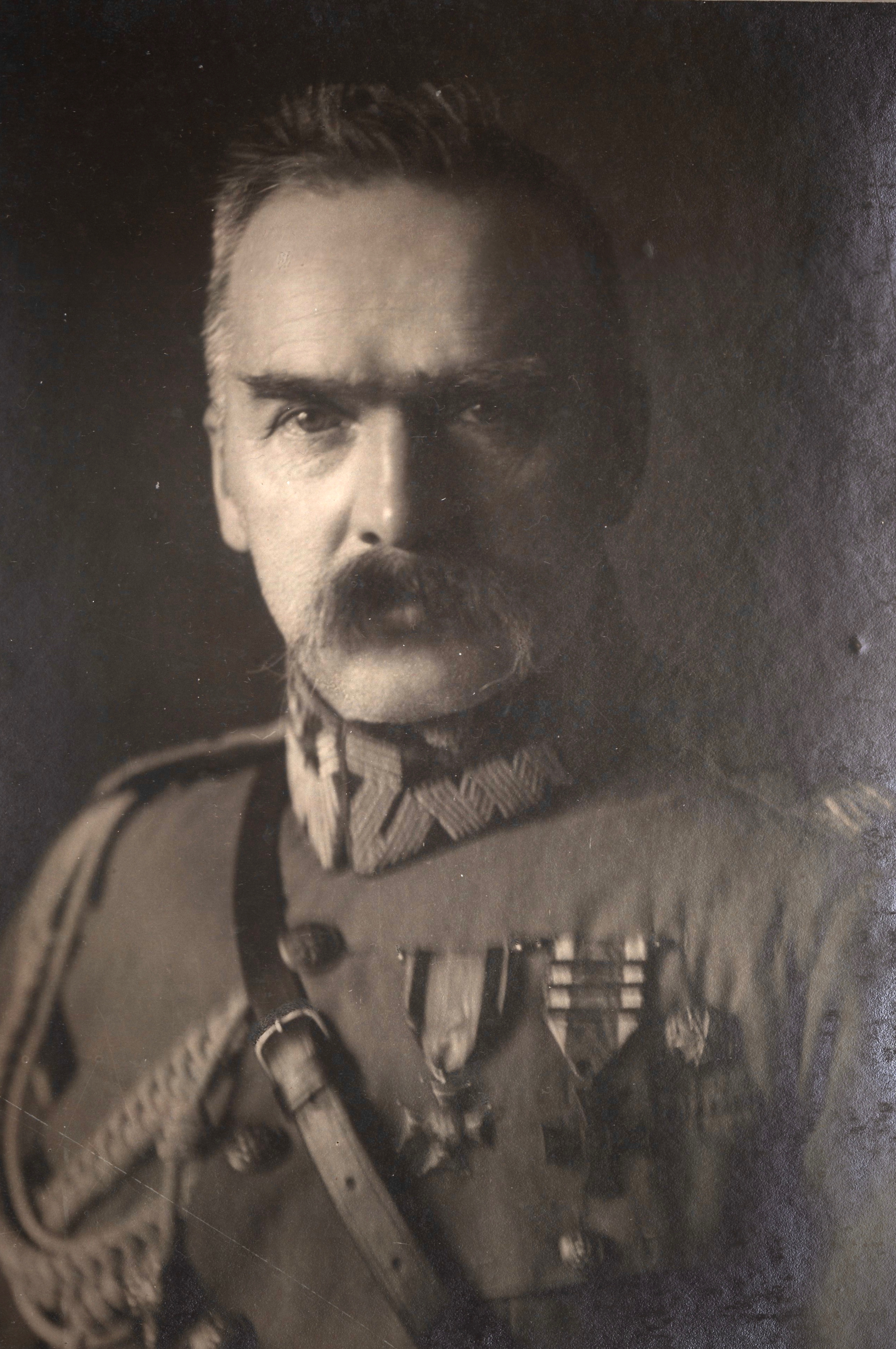
Józef Piłsudski

L'objectiu estratègic de Józef Piłsudski era ressuscitar una forma moderna de l'antiga República, alhora que fomentava la desintegració de l'Imperi Rus, i després de la Unió Soviètica, pels seus components ètnics –l'últim era el seu projecte prometeísta–. Algunes dècades més tard, la creació de la Unió Europea i el final de la Unió Soviètica el 1991 es van acostar alguna cosa a aquesta visió, que havia de convertir aquesta «tercera Europa» invulnerable als seus antagonistes històrics (Alemanya i Rússia) de Polònia.
El somni de Józef Piłsudski es va trobar amb l'oposició de pràcticament totes les parts interessades. Els soviètics van utilitzar la seva influència per contrarestar-ho. Els aliats occidentals temien que una Alemanya i una Rússia afeblides fossin incapaces de pagar les indemnitzacions de la Primera Guerra Mundial, i que l'equilibri europeu es trenqués per l'acció coordinada dels països que acabaven d'assolir la seva independència. Els lituans, ucraïnesos i d'altres pobles invitats a integrar-se en aquesta federació temien comprometre d'un mode o un altre a la seva recent independència. Diverses guerres entre Polònia i Lituània i Polònia i Ucraïna, i conflictes fronterers entre Polònia i Txecoslovàquia, van esclatar per tot arreu. A més a més i finalment, molts polítics polonesos com Roman Dmowski es van oposar a la idea d'una federació multicultural, ja que preferien treballar en una Polònia nacionalista i religiosa i ètnicament pura. Després de la Guerra poloneso-soviètica, el concepte de Piłsudski d'una federació de països del centre i de l'est d'Europa havia perdut qualsevol esperança d'arribar a bon fi. Solament quatre anys després de la seva mort, tots els països que havien vetllat de manera tan gelosa per la seva independència van ser engolits pels seus veïns, alemanys i soviètics.
Una última versió del projecte de federació va ser la que va proposar Józef Beck Ministre d'Afers Exteriors, un protegit de Józef Piłsudski. Va considerar una Unió de Centre europea que agruparia Txecoslovàquia, Hongria, Escandinàvia, els Països Bàltics, Itàlia, Romania, Bulgària, Iugoslàvia i Grècia, que aniria no solament des del Bàltic fins al mar Negre, sinó des de l'Àrtic fins al Mediterrani. Aquest règim polític, que hagués abastat uns 150 milions d'europeus, amb una política exterior comuna, hagués format una força capaç de resistir l'Alemanya nazi per l'oest i la Unió Soviètica per l'est.

## Segona Guerra Mundial
El concepte d'una Unió Europea Central, una entitat geopolítica que hagués abastat des del Bàltic, fins i tot el mar Negre, i des de l'Adriàtic a l'Egeu, va ser recuperat pel govern polonès a l'exili de Władysław Sikorski durant la Segona Guerra Mundial. Una primera etapa per a la seva implementació, les discussions entre els governs a l'exili de Polònia i Txecoslovàquia sobre una possible unió, van fracassar al final pels dubtes dels txecoslovacs i per la indiferència, quan no hostilitat, aliada.
Més recentment, després del final de l'hegemonia soviètica, el projecte va ressorgir sota noms diferents com Intermarum o Intermarium (forma llatina de Międzymorze). En aquesta última versió, la federació passaria a ser un component més de la Unió Europea. D'aquesta manera, Intermarum podria defensar millor els seus estats membres contra el domini dels països més rics i més poderosos de l'Oest d'Europa.